# 3083 OAFA
3083 OAFA је астероид главног астероидног појаса са средњом удаљеношћу од Сунца која износи 2,283 астрономских јединица (АЈ).
Апсолутна магнитуда астероида је 13,8.